# 最上川スワンパーク

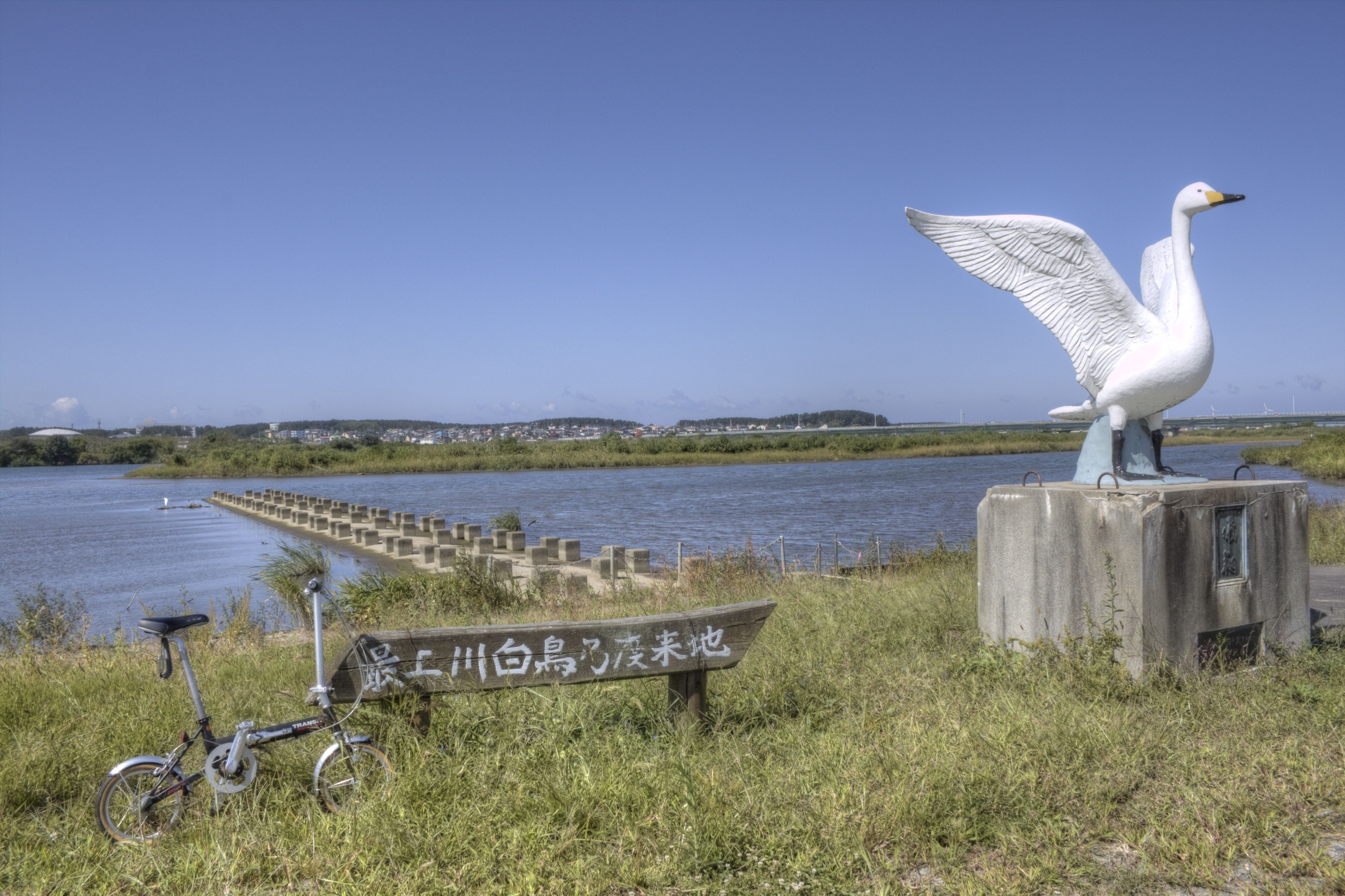
最上川スワンパーク

最上川スワンパーク(もがみがわスワンパーク)は、山形県酒田市にある公園。最上川の河口に位置し、水辺ふれあい公園としても親しまれている。冬はハクチョウの飛来地として知られ、ハクチョウのモニュメントもある。
1966年にシベリアから最上川河口に7羽のハクチョウが飛来したことが後の飛来地の整備としての始まりとされている。1996年に日本一のハクチョウ飛来地となり、冬場は毎年約1万羽のハクチョウが飛来している。
冬場は無料休憩施設が設置される。

## アクセス
- JR酒田駅から車で10分。
- 庄内空港から車で15分。

駐車場あり。

## 周辺
- 出羽大橋(国道112号)
- 日本海